# Дімана
Димитричка Костова (болг. Димитричка Костова, більш відома як Дімана (болг. Димана); нар.. 30 липня 1984, Добрич, Болгарія) — болгарська поп-фолк-співачка.

## Життєпис
Дімана народилася 30 липня 1984 року в місті Добрич. Навчалася в школі імені Климента Охридського з музичною освітою, де вчилася разом ще однією співачкою Преслава. Її любов до поп-фолк жанру, почалася у восьмому класі, коли вона почала слухати пісні і намагалася зробити характеристику.
У 2002 році Дімана отримала першу премію на Міжнародному фестивалі в італійському місті Фівіццано з піснею Fortissimo Ріти Павоне. Тоді Дімана була єдиною представницею Болгарії на фестивалі.
В репертуарі є пісні англійською, італійською та французькою мовами. Брала участь у конкурсі Планета шукає суперзірку в 2004 році, в програмі були дві пісні: перша власна і друга в стилі а-капели на пісню Марії Нейкової Светът е за двама. На початку 2005 року підписала контракт із звукозаписною компанією Пайнер..
Дімана почала свою музичну кар'єру на початку 2006 року в прямому ефірі на телеканалі Планета з відеокліпом на пісню Към тобі тичам (укр. Бежу до тебе). У квітні того ж року — Хиляда градуси любов (укр. Тисяча градусів кохання), а влітку того ж року побачив світ сам альбом, названий на честь цієї пісні. На початку 2007 року на 5-ій щорічній музичній премії телеканалу Планета Дімана отримала нагороду в номінації Найкращий дебют року.
У серпні 2008 року Дімана випустила пісню-баладу Колко години любов (Скільки годин любові, після цього співачка ненадовго пішла зі сцени, тому що вона чекала первістка.
Восени 2012 року Дімана вирушила на перші закордонні гастролі у США, де вона давала концерти в різних містах США для болгарської діаспори.
На початку 2016 року Дімана випустила нову пісню Достатъчно (Досить).
Через рік вона випустила пісню «Без мен не можеш» (Без мене не зможеш)
Крім співочого таланту, вона також є досвідченим візажистом

## Особисте життя
Має доньку Габріелу (нар.. 2008).

## Дискографія

### Студійні альбоми
- 2006 — Хиляда градуса любов / Тисяча градусів любові

### Збірники
- 2013 — Златните хитове на Димана / Золоті хіти Дімани